# Mystère au Moulin-Rouge
Pour plus de détails, voir Fiche technique et Distribution.
Mystère au Moulin-Rouge est un téléfilm français réalisé par Stéphane Kappes et diffusé le 10 juin 2011 sur France 2. Il s'agit du premier épisode de la collection Mystère à Paris.

## Synopsis
En 1892, Diane se rend à Paris pour rechercher sa sœur Marie, dont elle a perdu la trace. Elle se fera embaucher au Moulin-Rouge pour mener son enquête, car sa sœur y travaillait comme danseuse jusqu'à ce qu'elle disparaisse...

## Fiche technique
- Titre : Mystère au Moulin-Rouge
- Réalisation : Stéphane Kappes
- Scénario : Elsa Marpeau et Mathieu Missoffe
- Musique : François Castello
- Directeur de la photographie : Stéphane Cami
- Montage : Bénédicte Gellé
- Distribution : Michael Laguens
- Création des décors : Franck Schwarz
- Direction artistique : Vincent Dizien
- Décorateur : Valérie Chemain
- Création des costumes : Stéphane Rollot et Édith Vesperini
- Maquillage : Marie Lastennet, Delphine Le Tennier, Anouk Oechslin et Véronique Reina
- Effets spéciaux : Georges Demétrau, Jérome Miel et François Philippi
- Effets spéciaux visuels : Fabien Girodot
- Producteur superviseur : Emmanuel Jacquelin
- Producteur : Stéphane Moatti
- Compagnie de production : Marathon Media Group
- Compagnie de distribution : France Televisions Distribution
- Le téléfilm a été tourné à Pontoise, à Senlis et au Château de Ferrières
- Pays d'origine : France
- Langue d'origine : Français
- Durée : 100 minutes
- Date de première diffusion : 10 juin 2011 sur France 2

## Distribution
- Émilie Dequenne : Diane Barraud
- Grégory Fitoussi : Julien Anselme
- Dominique Besnehard : Charles Zidler
- Adrienne Pauly : Lila
- Marius Colucci : Armand Meyer
- Guy Lecluyse : l'inspecteur Victor Lebreton
- Iván González : Maxime Galoisy
- Jacques Weber : Harold Meyer
- Céline Vitcoq : Violette
- Stéphane Caillard : Marie Barraud
- Fabio Zenoni : Alexandre Chazel
- Maud Le Guénédal : La Goulue
- Yves-Antoine Spoto : le client De Lassalle
- Frédéric Épaud : Barrietta
- Marie-France Santon : la logeuse
- Angèle Humeau et Sandy Lobry : les danseuses

### Audience
France : 4,25 millions de téléspectateurs (première diffusion) (17,9 % PDA)

## Collection de thrillers historiques
À la suite du succès d'audience, France 2 a décidé de produire une collection de thrillers historiques autour d'un monument historique .